# Bivacco Laura Florio
Il bivacco Laura Florio è un bivacco che si trova in Valle d'Aosta, sullo spartiacque tra la Valtournenche e la Valpelline.
È situato sul col du Créton, a 3320 m s.l.m.

## Storia
Il bivacco è stato inaugurato nel 1985.

## Accesso
Il bivacco è raggiungibile dalla località  Avuil (1967 m - Valtournenche) in circa 6h (difficoltà F+) o partendo dal Lago di Place-Moulin (Valpelline) in circa 6h (difficoltà PD).

## Ascensioni
Il bivacco serve per la salita al Tour du Créton, al Mont Blanc du Créton e allo Château des Dames.

## Traversate
- Bivacco Paoluccio